# Białogon (gromada)
Białogon (od 1 I 1966 Jaworznia) – dawna gromada, czyli najmniejsza jednostka podziału terytorialnego Polskiej Rzeczypospolitej Ludowej w latach 1954–1972.
Gromady, z gromadzkimi radami narodowymi (GRN) jako organami władzy najniższego stopnia na wsi, funkcjonowały od reformy reorganizującej administrację wiejską przeprowadzonej jesienią 1954 do momentu ich zniesienia z dniem 1 stycznia 1973, tym samym wypierając organizację gminną w latach 1954–1972.
Gromadę Białogon z siedzibą GRN w Białogonie (obecnie w granicach Kielc) utworzono – jako jedną z 8759 gromad na obszarze Polski – w powiecie kieleckim w woj. kieleckim, na mocy uchwały nr 13c/54 WRN w Kielcach z dnia 29 września 1954. W skład jednostki weszły obszary dotychczasowych gromad Białogon ze zniesionej gminy Niewachlów i Zalesie (bez miejscowości Słowik) ze zniesionej gminy Korzecko, ponadto wieś Dobromyśl z dotychczasowej gromady Janów ze zniesionej gminy Piekoszów w tymże powiecie. Dla gromady ustalono 25 członków gromadzkiej rady narodowej.
31 grudnia 1961 do gromady Białogon przyłączono wieś Szczukowskie Górki ze znoszonej gromady Czarnów, wieś Słowik Zalesie ze znoszonej gromady Zagrody (przemianowanej jednocześnie na gromada Sitkówka) oraz wsie Jaworznia, Stanisławów i Janów, kolonie Gniewce, Garbatówka, Jachów i Jaworznia oraz tereny byłych folwarków Aleksandrów, Władysławów i Nałęczów ze zniesionej gromady Jaworznia.
1 stycznia 1966 z gromady Białogon wyłączono: a) wieś Białogon, kolonię Pietraszki i oddziały lasów państwowych nr 144–147 pod nazwą "Brusznia", włączając obszary te do miasta Kielce (na prawach powiatu) oraz b) wieś Szczukowskie Górki włączając ją do gromady Piekoszów, po czym gromadę Białogon zniesiono przez przeniesienie siedziby GRN z Białogonu do Jaworzni i przemianowanie jednostki na gromada Jaworznia.